# Іон Ботнару
Іон Ботнару (молд.  Ion Botnaru; нар. 19 серпня 1954) — молдавський дипломат. В.о. міністра закордонних справ Молдови (1993—1994). Постійний представник Молдови при ООН (1998—2002).

## Біографія
Народився 19 серпня 1954 року. У 1987 році отримав ступінь доктора міжнародних відносин у Московському державному університеті.
На початку свого професійного життя пан Ботнару був академіком, працював науковим співробітником Академії наук Молдови (1983—1984) та професором міжнародних відносин у Кишинівському державному університеті (1987—1989).
Протягом своєї дипломатичної кар'єри пан Ботнару представляв свою країну на різних міжнародних зустрічах, включаючи засідання Ради безпеки і співробітництва в Європі (НБСЄ) та Комітету північноатлантичного співробітництва (NACC). Він також був головою делегації свого уряду на Всесвітній конференції ООН з прав людини 1993 року.
Пан Ботнару приєднався до зовнішньої служби Молдови в 1989 році як заступник генерального директора Департаменту інформації, а в 1990 році був підвищений до посади генерального директора Департаменту з політичних питань.
До свого нинішнього призначення пан Ботнару з 1994 року був послом Молдови в Туреччині, Єгипті та Кувейті з резиденцією в Анкарі. Пан Ботнару був виконувачем обов'язки міністра закордонних справ Республіки Молдова з 1993 по 1994 рік і заступником міністра закордонних справ з 1992 по 1993 рік.
У 1998—2002 рр. — Постійний представник Молдови при Організації Об'єднаних Націй, 11 вересня 1998 року вручив вірчі грамоти Генеральному секретарю Кофі Аннану.
Був директором відділу ООН у справах Генасамблеї та Економічної та Соціальної Ради.